# Montsecarachne amicorum
Genre
Espèce
Montsecarachne amicorum, unique représentant du genre Montsecarachne, est une espèce fossile d'araignées aranéomorphes de la famille des Plectreuridae.

## Distribution
Cette espèce a été découverte dans la Serra del Montsec en Catalogne en Espagne. Elle date du Barrémien au Crétacé inférieur,.

## Description
Le mâle holotype mesure 5,36 mm et le mâle paratype 5,01 mm.

## Publication originale
- Selden, 2014 : A new spider (Araneae: Haplogynae: Plectreuridae) from the Cretaceous Fossil-Lagerstätte of El Montsec, Spain. The Journal of Arachnology, vol. 42, p. 16–23 (texte intégral).